# NGC 5448
NGC 5448 (również PGC 50031 lub UGC 8969) – galaktyka spiralna z poprzeczką (SBa), znajdująca się w gwiazdozbiorze Wielkiej Niedźwiedzicy. Odkrył ją William Herschel 15 maja 1787 roku. Jest to galaktyka z aktywnym jądrem typu LINER.